# Mecz Gwiazd Polskiej Ligi Koszykówki 2011 – Konkurs wsadów
Konkurs Wsadów podczas Meczu Gwiazd Polskiej Ligi Koszykówki 2011 został rozegrany 16 stycznia 2011 w hali Kalisz Arena w Kaliszu. Sponsorem tytularnym była firma Tissot. Transmisja została przeprowadzona przez TVP Sport. Był to 15. konkurs wsadów PLK w historii. Zwycięzcą został streetballowiec Łukasz Biedny, który w finale pokonał Amerykanów Camerona Bennermana i obrońcę tytułu Eddiego Millera.

## Rozgrywka

### Uczestnicy
- Łukasz Biedny
- Cameron Bennerman
- Eddie Miller
- Tony Easley
- Bryan Davis
- Ted Scott

#### Sędziowie
- Adam Wójcik
- Maciej Zieliński
- Janusz Pęcherz
- Jacek Jakubowski
- Marek Feruga

### Rundy

#### Eliminacje
| Miejsce | Zawodnik          | Głosy |
| ------- | ----------------- | ----- |
| 1.      | Łukasz Biedny     | 46    |
| 2.      | Eddie Miller      | 44    |
| 3.      | Cameron Bennerman | 42    |
| 4.      | Tony Easley       | 38    |
| 5.      | Bryan Davis       | 17    |
| 6.      | Ted Scott         | 0     |

#### Finał
| Miejsce | Zawodnik          | Głosy |
| ------- | ----------------- | ----- |
| 1.      | Łukasz Biedny     | 96    |
| 2.      | Cameron Bennerman | 87    |
| 3.      | Eddie Miller      | 67    |